# México Nuevo Uno
México Nuevo Uno är en ort i Mexiko.   Den ligger i kommunen Fresnillo och delstaten Zacatecas, i den centrala delen av landet, 600 km nordväst om huvudstaden Mexico City. México Nuevo Uno ligger 2 113 meter över havet och antalet invånare är 554.
Terrängen runt México Nuevo Uno är platt åt nordväst, men åt sydost är den kuperad. Runt México Nuevo Uno är det ganska glesbefolkat, med 38 invånare per kvadratkilometer. Närmaste större samhälle är Fresnillo, 14,7 km öster om México Nuevo Uno. Omgivningarna runt México Nuevo Uno är i huvudsak ett öppet busklandskap.